# Vot únic transferible
El vot únic transferible (VUT, a vegades abreviat com a STV, de l'anglès single transferable vote) és un sistema de vot basat en la representació proporcional i el vot preferent. Amb el VUT, el vot d'un elector s'assigna inicialment al seu candidat favorit i, si el candidat hagués sigut ja elegit o eliminat, tots els vots sobrants es transfereixen segons les preferències seleccionades pel votant. El sistema minimitza el vot inútil, proporciona una representació similar a la proporcional i permet vots explícits a candidats individuals en lloc d'una llista electoral tancada. Això s'aconsegueix utilitzant circumscripcions i transferint vots a altres candidats elegibles que en un altre cas s'haguessin malgastat en perdedors o guanyadors segurs.
Habitualment també es coneix amb el nom de sistema electoral irlandès perquè la República d'Irlanda és el país més conegut que l'utilitza extensivament com a sistema electoral, per exemple en les eleccions nacionals al Dáil Éireann, en les eleccions europees i en les eleccions locals. Una versió modificada del VUT, coneguda com a sistema Hare-Clark s'utilitza en les eleccions a les cambres baixes de Tasmània i del Territori de la Capital Australiana. El nom prové del científic polític Thomas Hare, que el desenvolupà inicialment, i del Fiscal General de Tasmània Andrew Inglis Clark, que treballà per la seva adopció al seu estat. Posteriorment el sistema Hare-Clark ha sigut modificat i s'hi han introduït millores, com ara paperetes rotatives (Rotació Robson). Les cambres altes de la resta d'estats australians, així com de la cambra alta del Parlament d'Austràlia, utilitzen VUT normal.
El VUT és el sistema elegit per grups com ara la Proportional Representation Society of Australia i l'Electoral Reform Society, del Regne Unit. A Catalunya diversos grups també l'han proposat com ara la Fundació Catalunya Oberta i sectors vinculats al Moviment 15-M i se n'han fet estudis sobre la seva possible aplicació.
Els seus crítics sostenen que alguns especialistes i votants troben difícil d'entendre el mecanisme de repartiment del VUT, però el fet d'haver de "marcar la llista de candidats en ordre de preferència" en una papereta de VUT no dificulta el fet mateix de votar.

## Terminologia
Quan s'utilitza el VUT per unes eleccions amb un únic guanyador, és equivalent al segon torn instantani. Per diferenciar-les, el VUT aplicat a una elecció amb múltiples guanyadors se sol denominar representació proporcional a través de vot únic transferible. VUT generalment es refereix a la versió multiguanyador, tal com ho fa en aquest article. A Austràlia se'l coneix com a mètode proporcional Hare-Clark, mentre que en altres països, com els Estats Units, pot ser conegut per altres denominacions, com ara "vot amb opcions", "vot preferencial", etc.
El fet que sigui un sistema de vot estès en països fonamentalment de parla anglesa no ajuda a fer que existeixi una terminologia equivalent en català consolidada.

## Adopció
A 2015, els principals usuaris de Vot Únic Transferible per a eleccions a òrgans legislatius o de govern són els següents:
- República d'Irlanda:
  - Eleccions legislatives al Dáil Éireann
  - Eleccions al Parlament Europeu
  - Eleccions locals
  - Elecció del President d'Irlanda (uninominal, és a dir, segon torn instantani)

- Irlanda del Nord (Regne Unit):
  - Eleccions a l'Assemblea d'Irlanda del Nord
  - Eleccions al Parlament Europeu
  - Eleccions locals

- República de Malta:
  - Eleccions legislatives, a la Cambra de Diputats de Malta
  - Eleccions al Parlament Europeu
  - Eleccions locals

- Austràlia:
  - Eleccions al Senat d'Austràlia
  - Eleccions a les cambres altes de pràcticament tots els estats i territoris d'Austràlia
  - Eleccions locals dins de Nova Gal·les del Sud, Austràlia Meridional, Tasmània i Victòria

- Escòcia (Regne Unit):
  - Eleccions locals

- República de l'Índia:
  - Eleccions del Rajya Sabha, la cambra alta del Parlament de l'Índia (sufragi indirecte)

- República Islàmica del Pakistan:
  - Eleccions al Senat del Pakistan (sufragi indirecte)

- Nova Zelanda:
  - Moltes eleccions locals, per exemple a Wellington i Dunedin

- Estats Units d'Amèrica
  - Algunes eleccions locals, per exemple a Minneapolis i Cambridge

- Islàndia
  - S'emprà a les eleccions per escollir l'Assemblea Constituent que redactà la Constitució d'Islàndia de 2012

També l'han adoptat com a sistema electoral moltes organitzacions privades per a elegir els seus òrgans de govern, en especial partits polítics d'ideologia ecologista, liberal o d'esquerra i organitzacions no governamentals.

## Votació

Papereta de vot

En el VUT, cada votant ordena la llista de candidats en ordre de preferència. És a dir (en el tipus de papereta més habitual), es posa un 1 al costat del candidat preferit, un 2 al costat del segon candidat més preferit, i així successivament. La papereta depositada pel votant conté, per tant, una llista ordinal de candidats. En la papereta mostrada en la imatge de la dreta, les preferències del votant són les següents:
1. John Citizen
2. Mary Hill
3. Jane Doe

## Escrutini

### Establiment de la quota
En una elecció mitjançant VUT, un candidat necessita un nombre mínim de vots (la quota, o llindar) per ser elegit. Existeixen diferents quotes, però la més comuna és la quota Droop, que es calcula mitjançant la fórmula:
{\displaystyle {\mbox{vots necessaris per guanyar}}=\left({{\rm {\mbox{votos emesos vàlids}}} \over {\rm {\mbox{escons per omplir}}}+1}\right)+1}
quan la quota és un nombre enter. Quan la quota no és un enter, s'arrodoneix cap avall (és a dir, la seva part fraccional s'ignora).
La quota Droop és una generalització del requisit d'una majoria del 50% + 1 en una elecció d'un sol guanyador. Per exemple, en una elecció amb 3 guanyadors, com a màxim 3 persones poden tenir el 25% + 1 dels vots, en unes de 9 guanyadors el màxim són 9 guanyadors amb més del 10% + 1 dels vots, etc.

### Determinació dels guanyadors
En una elecció mitjançant VUT es procedeix segons els següents passos:
1. Qualsevol candidat que hagi assolit o superat la quota es declara elegit.
2. Si un candidat té més vots que la quota, l'excés de vots del candidat es transfereix a altres candidats. Els vots que haurien anat al guanyador van en canvi a la següent preferència llistada a la seva papereta.
3. Si ningú nou assoleix la quota, el candidat amb el menor nombre de vots és eliminat i els vots d'aquest candidat es transfereixen.
4. Aquest procediment es repeteix fins que es trobi un guanyador per cada escó o hi hagi tants escons com candidats quedin sense assignar.

Existeixen variacions en l'aplicació d'aquestes regles, com per exemple sobre com transferir els vots sobrants dels candidats guanyadors i si convé transferir vots als candidats ja elegits. Quan el nombre de vots a transferir d'un candidat perdedor és massa petit per canviar l'ordre de la resta dels candidats, pot ser eliminat més d'un candidat simultàniament.
Es diu que el VUT minimitza el vot perdut, car els vots emesos als candidats perdedors, així com l'excés de vots emès als candidats guanyadors són transferits als candidats elegits a continuació en la papereta.

## Exemple
Es tracta d'elegir quin menjar s'ha de servir en una festa. Hi ha 5 candidats, dels quals cal elegir-ne 3. Els candidats són: Taronges, Peres, Xocolata, Maduixes i Llaminadures. Els 20 assistents a la festa han emplenat les seves paperetes d'acord amb la taula següent. En aquest exemple, n'hi ha prou amb una segona opció d'alguns dels votants. Tanmateix, amb una distribució del vot diferent podria caldre un nombre més gran de preferències.
| No. de convidats | x x x x  | x x      | x x x x  | x x x x      | x        | x            |
| ---------------- | -------- | -------- | -------- | ------------ | -------- | ------------ |
| 1a preferència   | Taronges | Peres    | Xocolata | Xocolata     | Maduixes | Llaminadures |
| 2a preferència   |          | Taronges | Maduixes | Llaminadures |          |              |

Primer es calcula la quota. Si s'utilitza la quota Droop, amb 20 votants i 3 guanyadors a elegir, el nombre de vots requerit per ser elegit és de:
{\displaystyle {\dfrac {\text{20 vots emesos}}{{\text{3 escons per cobrir}}+1}}+1={\text{6 vots requerits}}}

Quan es compten les paperetes, l'elecció transcorre de la següent manera:
| Candidat: | Taronja     | Pera | Xocolata    | Maduixa   | Llaminadures | |
| 1a ronda  | x x x x     | x x  | x x x x     | x         | x            | Primera ronda: La xocolata es declara elegida, car té més vots que la quota. |
| 2a ronda  | x x x x     | x x  | x x x x x x | x x x x x | x x x        | Segona ronda: Els vots sobrants de la xocolata es transfereixen a la maduixa i les llaminadures en proporció a la segona opció de les preferències dels votants de la xocolata. Tanmateix, fins i tot amb la transferència d'aquests vots addicionals, cap candidat no assoleix la quota encara. Per tant, la pera, que té el menor nombre de vots, és eliminada. |
| 3a ronda  | x x x x x x |      | x x x x x x | x x x x x | x x x        | Tercera ronda: Els vots de la pera es transfereixen a les seves segones preferències, la taronja, fent que aquest candidat assoleixi la quota i sigui elegit. La taronja assoleix la quota de forma exacta, per la qual cosa no hi ha vots extra per transferir.                                                                                                  |
| 4a ronda  | x x x x x x |      | x x x x x x | x x x x x | x x x        | Quarta ronda: Cap dels altres candidats assoleix la quota, però la maduixa té més vots, així que les llaminadures són eliminades i la maduixa guanya l'escó restant. |

Resultat: Els guanyadors són la Xocolata, la Taronja i la Maduixa.

## Variants del mètode de recompte
Els sistemes de VUT varien en certs aspectes. El principal és la forma de transferir els vots, així com la mida exacta de la quota per determinar guanyadors. De fet, per aquest motiu, alguns han suggerit que VUT hauria de considerar-se una família de sistemes electorals més que un únic sistema electoral. Avui en dia, la quota Droop és la quota més utilitzada, car assegura la regla de la majoria (excepte en casos rars) alhora que manté la condició que no permet assolir la quota a més candidats que escons hi ha per omplir. El VUT original utilitzava la quota Hare, però actualment se la considera tècnicament inferior. Nova Zelanda utilitza una quota similar a la quota Droop.
Els mètodes més simples de transferència de vots addicionals amb VUT comporten cert element d'aleatorietat; per exemple, a la República d'Irlanda (excepte en les eleccions al Senat) i a Malta, entre altres llocs, s'utilitza un sistema parcialment aleatori. A causa d'això, s'inventà el mètode Gregory (també conegut com a Regla Newland-Britain o Regla Senatorial), que elimina l'aleatorietat permetent la transferència de fraccions de vots. El mètode Gregory s'utilitza a Irlanda del Nord, la República d'Irlanda (eleccions al Senat) i Austràlia. Tant el mètode Gregory com els mètodes anteriors tenen, tanmateix, el problema de no tractar tots els vots per igual. Per aquesta raó, s'inventaren nous mètodes de transferència de vots, com el mètode de Meek, el mètode de Warren i el sistema Wright. Per desgràcia, mentre que els mètodes més simples poden ser comptabilitzats a mà, excepte en votacions molt petites, els mètodes Meek i Warren requereixen que el recompte sigui fet per un ordinador. El sistema Wright és un refinament del sistema del Senat Australià en el qual es reemplaça el procés de distribució i segmentació de preferències per un procés de compte reiteratiu en el qual el compte és posat a zero i reiniciat cada vegada que s'exclou un candidat. El mètode Meek s'utilitza actualment a les eleccions locals de Nova Zelanda.